# 中国宮廷料理

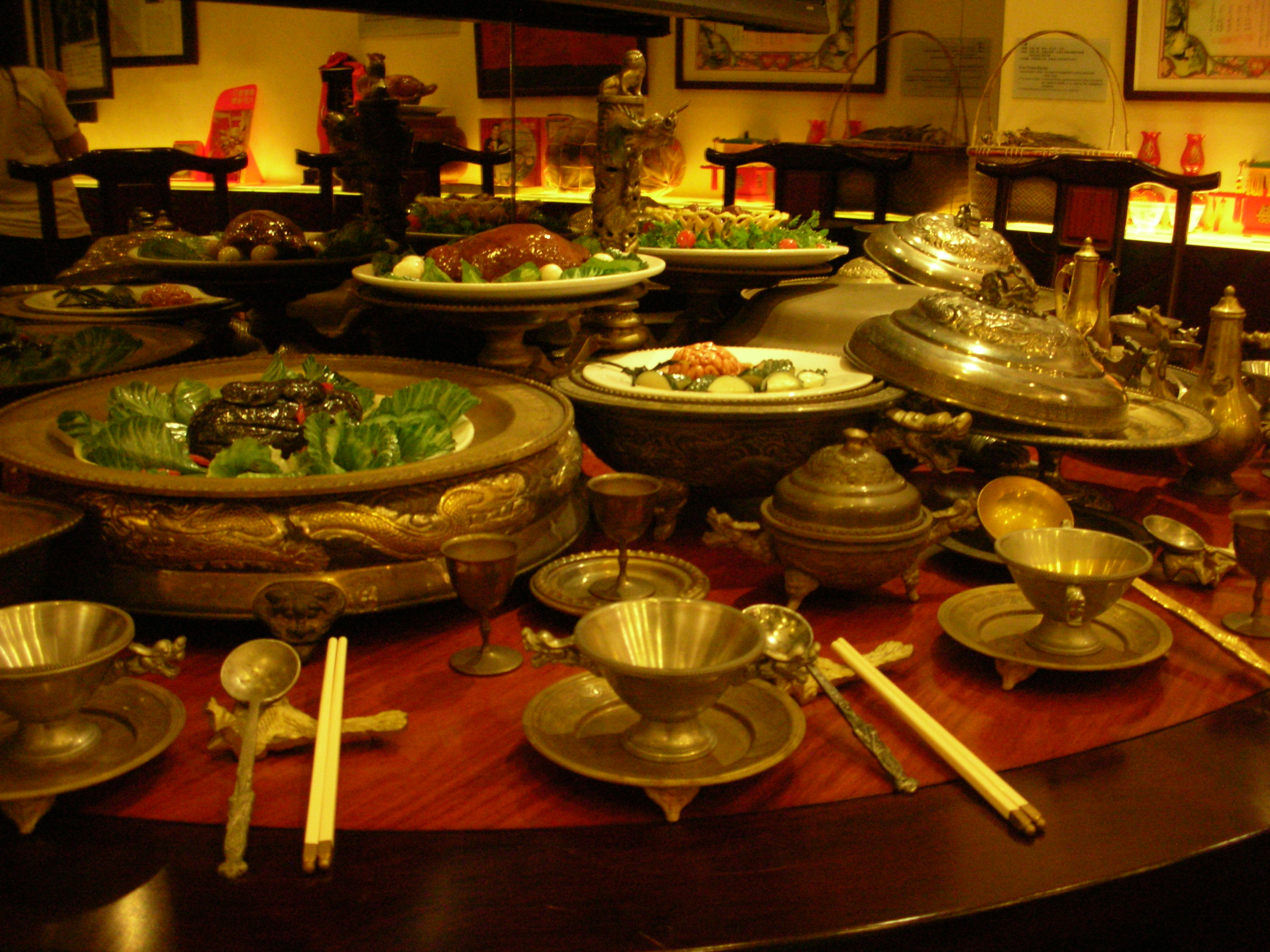
満漢全席

中国宮廷料理（ちゅうごくきゅうていりょうり）は、主として山東および江蘇の料理を中心に、中国各地のさまざまな料理様式に由来している。その様式は様々な皇帝や皇后の厨房に由来しており、その影響を受けた北京料理に近似している。宮廷料理はもっぱら皇帝・皇后と妃嬪、そして皇族に供された。中国宮廷料理の特徴は、精巧な調理方法と厳選された材料であり、多くの場合、非常に高価で、希少で、準備が複雑である。視覚的な表現も非常に重要であるため、皿の色と形とを注意深く配置する必要がある。最も有名な中国宮廷料理のレストランはどちらも北京にあり、北海公園内の倣膳飯荘と頤和園の聴鸝庁（簡：听鹂厅）の2店である。
中国宮廷料理の様式や味は王朝ごとに異なっており、各王朝ごとに特徴がある。中国宮廷料理の代表的な様式は明朝と清朝のものである。文思豆腐や北京ダックなど、多くの有名な料理がこれらの王朝に登場した。

## 歴史
中華料理の歴史において、中国宮廷料理は簡単なものから凝ったものへと変化する発展の過程を経てきた。王朝の交代を通して、中国宮廷料理は変化し続けて、改善され自己完結化してきた。中国宮廷料理は周代（紀元前11世紀 - 紀元前476年）を起源とする。皇帝はその権力を最高の料理と、最高の調理人とを国中から集めるためにふるった。このため、中国の人々の視点からは宮廷料理は王朝の最高の料理を代表していると見られている。
調達と、食事の準備を含めた宮廷料理の完全な体系が開発された。宮廷料理を作り、給仕するすべての手順は「食事の原則」に従って、決まった順序で行われた。多くの有名な料理が、米・ヒエ・キビ・コーリャン・麦・ワイルドライスを含む6種類の穀物の煮物などの宮廷料理を作り出すことによって開発された。
宮廷料理は健康の維持と密接に関連していた。より良い健康のための食物と食事療法を用いることについての数百の著作が中国の歴史を通して著わされた。たとえば、清の徐松の『宋会要輯稿』により「The Health Building of the People in the Song Dynasty」（「宋代の人々の健康づくり」）、明の陳継儒の著作『養生膚語』、明の劉若愚が書いた『酌中志・飲食好尚紀略』などがある。食事療法についてのこれらの本のほとんどは学者・文学者・医師・歴史家によって著わされた。健康を維持するための料理と食事療法は、中国宮廷料理と、中国の栄養分化の重要な部分を形成した。
皇族だけが宮廷料理を摂ることを許されたが、中国宮廷料理は中国の宮廷における栄養文化を構成していた。宮廷料理の原料は農民・遊牧民・漁師からもたらされた。厨房用品は職人が製作した。宮廷料理ははまた、サービスを提供した調理担当者、料理に名前を付けた公務員および食事と料理の原則を起草した儀典官などの努力を表すことができる。中国宮廷料理は中国の伝統的な料理と、文化遺産の貴重な一部である。

## 明朝の宮廷料理
明朝の宮廷料理は、王朝の始祖である朱元璋の好みを反映して、ほとんどが華南の味付けで料理されていた。明宮廷の料理は、モンゴル化された元朝に供されていたモンゴル料理の様式を完全に変えてしまった。明朝の宮廷料理には、健康を維持すると言う重要な特徴があった。明朝の皇帝は健康的な食事を摂って健康を維持することに多大な関心を払った。宮廷料理のメニューは毎日変わり、同じ料理が繰り返されることはなかった。明朝の宮廷料理は主に穀物を基本としていた。このため、肉や豆を使った料理は以前の王朝ほどは人気がなかった。清朝において、有名な料理はサツマイモだった。トウモロコシと唐辛子も16世紀半ばごろに取り入れられていた。ふかひれスープや燕の巣などの有名な料理も、この時期に人気を得た。これらの2つの料理は、明朝初期に探検家の鄭和によって中国にもたらされた。これら2つの料理が贅沢な料理の例になりつつ一方で、ナマコや海老も中国に持ち込まれた。南宋の宋五嫂や王二などの有名な料理人の継承者は、料理長が現れた。

### 人気料理

#### 北京ダック

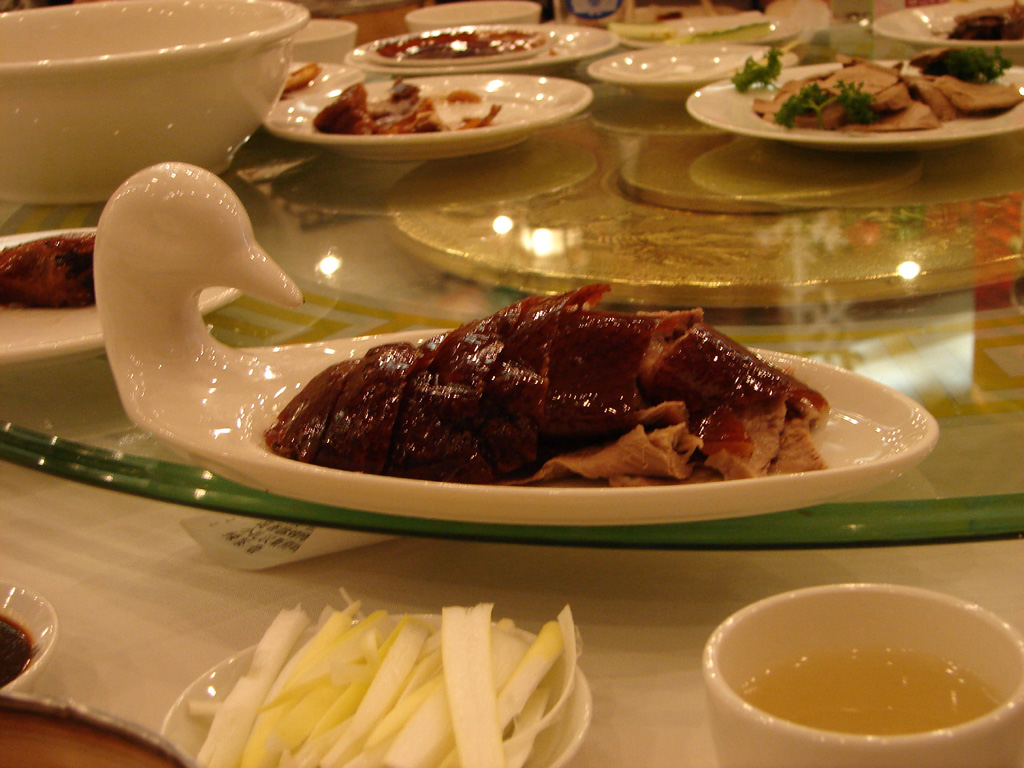
北京ダック

焼いた鴨（炙鴨）は南朝宋・斉の虞悰の著作『食珍録』などがある。焼いた鴨は元朝に宮廷料理として初めて供された。この料理は円熟に達し、明朝には宮廷料理の重要な一部となった。現代社会では、北京ダックは世界中の料理に採用されている。その独特の味は中国人と中国人以外のどちらにも支持された。北京ダックはパリッとした皮と、ジューシーな肉で有名であり、初めて食べる人に深い印象を与えた。北京ダックの味を最大限に楽しむために、北京ダックを供し、食べるのには独自の技術がある。

## 清朝の宮廷料理
清朝の中国料理は満州族の伝統的な食生活および山東料理を基本に開発された。有名な満漢全席はこの時代に作られた。清朝宮廷の中には皇帝のために宮廷料理を創作し作る責任を負った特別組織の帝国厨房が置かれた。帝国厨房は総務総局によって管理された。乾隆帝（在位1735年 - 1796年）の治世中、帝国厨房は内部厨房と外部厨房に分割された。内部厨房には肉料理・野菜・あぶり焼き・製パンおよび米料理の部門があった。外部厨房には宮廷宴会、ご馳走および生贄の儀式を準備した。清朝の間、食事の儀式・人数、そして各食事での豪華なコースでの使用・費用・多様性と品質は中国のすべての王朝の中で最大だった。

### 人気料理

#### 徳州扒鶏

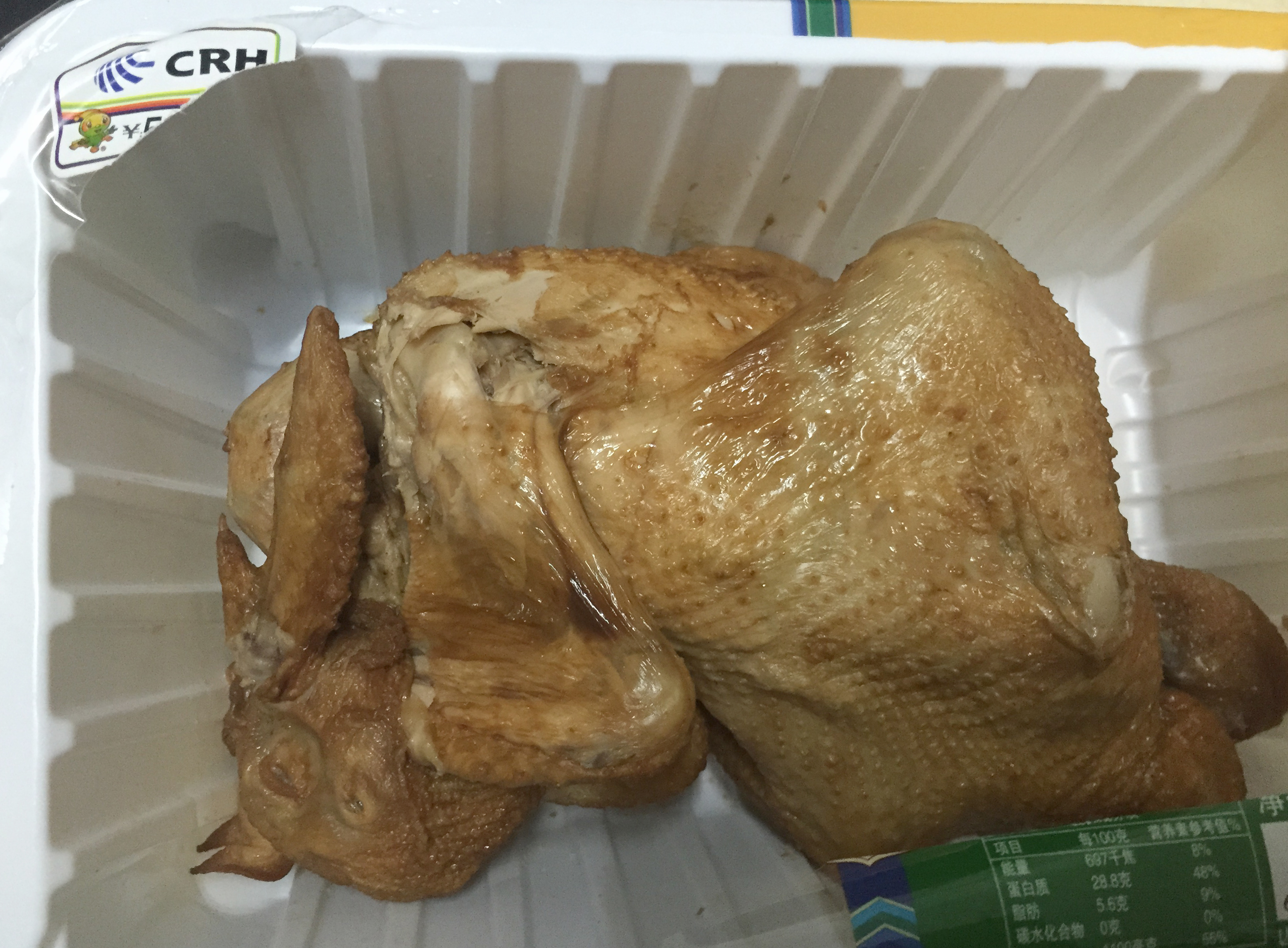
徳州扒鶏

徳州扒鶏（ドーヂョウパージー、徳州の鶏の煮込み）は山東省徳州市の伝統的な料理で、発祥の地にちなんで名づけられた。乾隆帝が徳州を訪れたとき、漢民族の家族が皇帝のために鶏肉の煮込み料理を作った。皇帝はこの料理を高く評価し、「すべての料理の妙」と讃えた。徳州扒鶏を食べた後、乾隆帝はこの料理を宮廷料理に加えるように命じた。

#### 文思豆腐
文思豆腐（ウェンシトーフ）は江蘇料理の一皿である。細く刻んだ豆腐と、ニンジンやキュウリなどの彩りの異なる食材を使ったスープである。この料理を作るために、料理人は四角い豆腐を5000個以上の細片に切る必要があるため、この料理は揚州市の料理人の包丁技を示している。
乾隆帝の治世に、菜食、特に豆腐を使うことで有名な文思という僧が居た。柔らかい豆腐・マンシュウキスゲおよびキクラゲを使ったこのスープを作り出した。このスープはほどなく「文思豆腐」として地域一帯に知られるようになった。乾隆帝はこのスープを試食し、高く評価した。その後、文思豆腐は皇帝によって宮廷料理の一品に加えられた。

## 様式
2017年時点で、様々な中国王朝の中国宮廷料理の8つの様式が復元されている。
- 秦朝および漢朝の中国宮廷料理（秦漢菜）：西安の曲江春酒家が中国の古文書の記録に基づいて復元した1ダース以上の料理[14]。
- 唐代の中国宮廷料理（唐朝宮廷菜/倣唐宴）：韋巨源の『焼尾宴食単』をもとに、唐楽宮などの西安のレストランが復元した唐代の中国宮廷料理[15][16][17][18][19]。
- 北宋の中国宮廷料理（北宋宮廷菜/倣北宋宴）：又一新や孫羊正店などの開封市のレストランが復元した北宋時代の中国宮廷料理[20][21]。
- 南宋の中国宮廷料理（南宋宮廷菜/倣南宋宴）：杭州南方大酒家や杭州八卦楼などの杭州市のレストランが復元した南宋時代の中国宮廷料理[22][23]。
- 敦煌の中国宮廷料理（敦煌宮廷菜/敦煌宴）：敦煌賓館や敦煌山荘などの敦煌市のレストランが復元した敦煌の中国宮廷料理[24][25]。
- （清朝中期の）乾隆時代の宮廷料理（乾隆御宴）：乾隆帝が中国南部を旅した際に開かれた宴会のために用意された料理を揚州西苑大酒店などの揚州市のレストランが復元した清朝中期の中国宮廷料理[26]。
- 清朝末期の中国宮廷料理（晩清宮廷菜）：西太后のために用意された清朝末期の中国宮廷料理。紫禁城と頤和園のメニューやほかの記録をもとに倣膳飯荘や聴鸝庁などの北京のレストランや、瀋陽御膳酒楼などの瀋陽市のレストランがこの中国宮廷料理を復元した[27]。
- 承徳の中国宮廷料理（塞外宮廷菜）：皇帝の毎年恒例の承徳市への夏の旅行の際に承徳避暑山荘で作られた清朝の中国宮廷料理。この中国宮廷料理は主な材料が牛肉・羊肉・仔羊肉および狩猟肉であると言う点で、他の様式の中国宮廷料理と異なっている[28]。